# Épicycle
En astronomie, dans le système géocentrique, l'épicycle et le déférent faisaient partie d'un modèle géométrique utilisé pour expliquer les variations de vitesse et de direction dans les mouvements apparents de la Lune, du Soleil et des planètes.
Il expliquait en particulier le mouvement rétrograde observé sur le déplacement des cinq planètes connues à cette époque. Il permettait aussi de modéliser les changements de distance entre la Terre et les autres planètes.

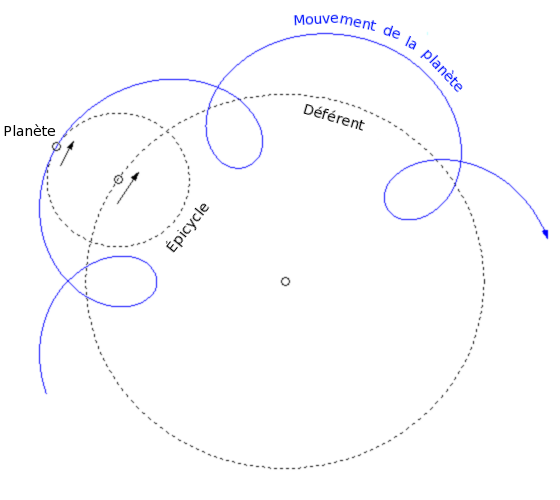
Les planètes tournent sur un épicycle qui lui-même tourne sur un déférent

## Description
Dans le modèle géocentrique, chaque planète tourne selon un mouvement circulaire uniforme sur un cercle appelé épicycle, le centre de chaque épicycle étant lui-même en rotation sur un cercle plus grand appelé le déférent, le centre du déférent étant la Terre.
En mathématiques, la courbe suivit par chaque planète de ce modèle est appelée épicycloïde.

## Histoire
Du point de vue de la Terre, les planètes semblent parfois reculer‍ ; on appelle ce mouvement la rétrogradation.

### Antiquité grecque
Le modèle de l’épicycle fut introduit par les anciens Grecs au IIIe siècle av. J.-C. pour expliquer le mouvement des planètes. Ce modèle a été développé par Apollonios de Perga et Hipparque, puis formalisé par Ptolémée au IIe siècle dans son traité scientifique, l'Almageste.
Ce système remplace progressivement celui des « sphères homocentriques » d'Eudoxe de Cnide, qui avait la faveur d'Aristote (IVe siècle av. J.-C.) mais qui supposait à tort que les planètes étaient à une distance constante de la Terre.
L'élaboration de ce système constitue un progrès capital dans l'astronomie antique. En décomposant les mouvements complexes des astres en cercles parcourus par ceux-ci à vitesse constante, on rendait possible la confection de tables astronomiques très précises et très fiables. Ces tables permettront les premiers calculs d'éclipse solaire.
Cependant, si cette théorie est commode pour décrire les mouvements apparents du Soleil et de la Lune, elle mène à des constructions très complexes pour les planètes, et ces constructions se complexifient chaque fois qu'on veut affiner la description de leurs mouvements.
Ainsi, l'introduction de l'équant par Ptolémée, au IIe siècle, permet d'améliorer le modèle, notamment en rendant mieux compte des vitesses apparentes des planètes.

### Réfutations et abandon

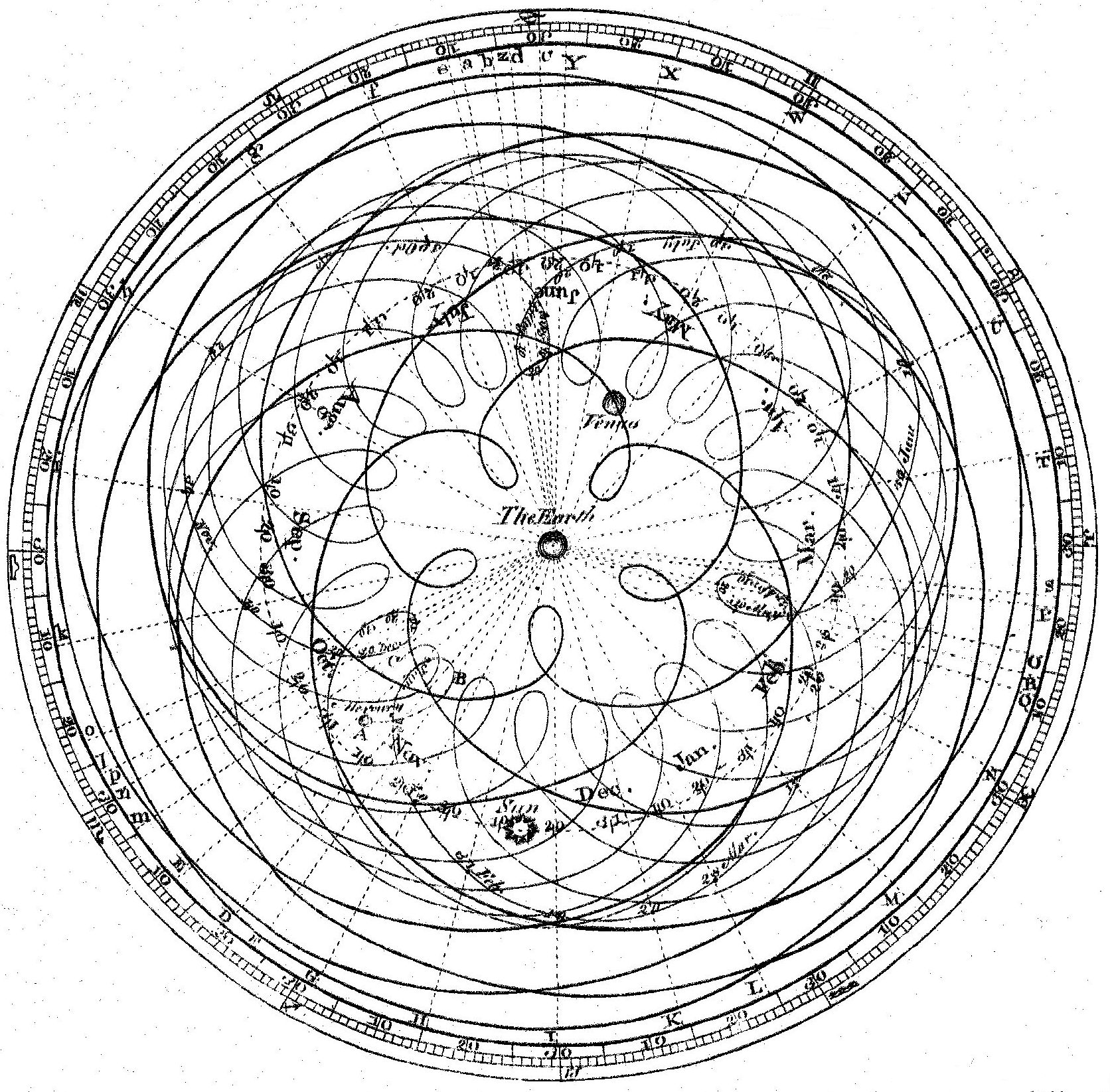
La complexité des mouvements des planètes dans le modèle géocentrique.

La théorie des épicycles sera remise en question par Ibn Bajja dès le Xème siècle  puis ne le sera plus vraiment jusqu'à Copernic. 

#### Copernic
Au XVIe siècle, les épicycles manquent de précision pour les astronomes. Copernic place, par sa théorie héliocentrique, le Soleil au centre du système. Il supprime l'utilité de certains épicycles pour rendre compte des rétrogradations des planètes.
Ce nouveau système restait complexe car, pour rendre compte de la vitesse angulaire des planètes autour du Soleil, Copernic réintroduit de petits épicycles ; là où Ptolémée utilisait le point équant.
Les planètes suivaient toujours des mouvements circulaires, le modèle de Copernic n'était pas beaucoup plus précis que le modèle de Ptolémée. 

#### Kepler
Johannes Kepler, dans son ''Astronomia Nova'' publié en 1609, explique que les épicycles doivent être considérés comme des artifices mathématiques. Il continue à les utiliser comme moyen de modéliser les effets de forces physiques (motrices puis magnétiques) en jeu pour lui dans le système solaire.
La découverte par Kepler de la loi des aires et de la trajectoire elliptique des planètes rend les épicycles définitivement obsolètes en astronomie, même si certains astronomes résisteront encore quelque temps à l'abandon du géocentrisme et du mouvement circulaire uniforme.
Son approche physique était révolutionnaire : même Galilée qualifia de puérile l'idée d'une force (que Kepler appliquait aussi à la Lune) qui agirait directement sur les eaux de la Terre pour provoquer les marées. Les travaux de Kepler sur l'orbite elliptique mettent fin à l'utilisation des épicycles.

## Extension
Désigne une théorie préférée au mépris du principe d'économie ou Rasoir d'Ockham, souvent par dogme.[réf. nécessaire] C'est une référence à Galilée qui lutta contre cette théorie sophistiquée en expliquant le mouvement des planètes d'une façon plus simple.